# Femme de marchand prenant le thé
Femme de marchand prenant le thé (en russe : Купчиха за чаем) est un tableau du peintre russe Boris Koustodiev, peint en 1918.
La marchande est représentée assise et buvant son thé à une terrasse, sur fond de paysage urbain provincial. Koustodiev reprend son idée ancienne de créer un tableau de marchand de thé, mais avec une femme comme sujet principal. Le peintre a préféré un modèle plutôt qu'une véritable marchande pour la pose. C'est la baronne Galina Vladimirovna Aderkas, héritière d'une famille noble d'Astrakhan, les Aderkas, avec laquelle Koustodiev avait des liens familiaux, qui est choisie. Elle a des formes généreuses et c'est tout à fait du goût du peintre qui avouait que « les femmes minces ne m'inspirent pas du tout pour travailler ».
Le tableau est peint en 1918, après la Révolution d'Octobre 1917, qui a détruit le monde marchand de l'Empire russe. Il a été bien accueilli par la critique, ainsi que par les peintres Constantin Somov, Georges Loukomski, Mikhaïl Nesterov. Il a été présenté à plusieurs expositions, dont certaines à l'étranger, ainsi qu'à la première exposition de Koustodiev. Aujourd'hui le tableau fait partie des collections du Musée russe de Saint-Pétersbourg.

## Histoire et création

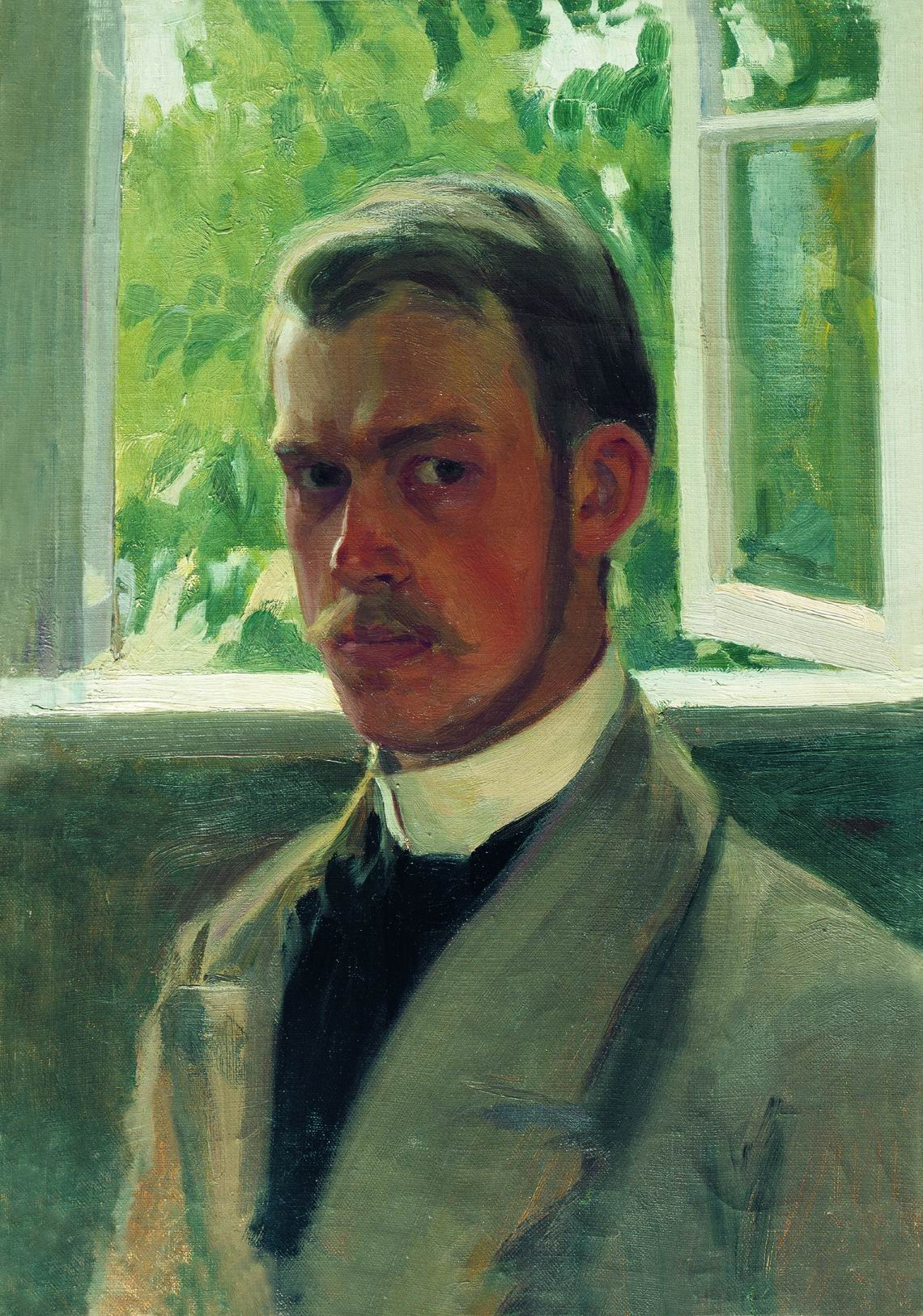
Autoportrait à la fenêtre, Koustodiev, 1899

Comme membre de l'association d'artistes Mir iskousstva, Koustodiev ne s'intéresse pas seulement au mode de vie de la noblesse mais aussi au particularités du provincialisme. C'est un véritable poète de la bourgeoisie. Les marchandes sont, dans l'œuvre de Koustodiev, comme des déesses, personnifiant les rêves du peuple sur le bonheur, l'abondance, la plénitude . Toutefois dans beaucoup de ses tableaux de genre sur le thème du monde des marchands, l'idéal russe de la beauté féminine prend des formes épanouies d'une monumentalité toute particulière et combine l'admiration, l'ironie et le grotesque à la fois dans la réalité et dans la fiction narrative ,,. L'expression beauté à la Koustodiev est même apparue pour désigner des modèles de femmes de ce type. Elles peuplent un monde de conte de fées, dans lequel sont conservés les gestes que Koustodiev a vu disparaître sous ses yeux, en même temps que le mode de vie des villes provinciales tranquilles avec ses marchands, ses promenades, ses foires, ses terrasses où l'on sert du thé. C'est cette Rus' extraordinaire de Koustodiev, pleine de vie, de lumière, de force, d'abondance et de musique, de couleurs et de plaisirs que le peintre a du abandonner, condamné au fauteuil roulant à cause d'une tumeur de la moelle épinière qui lui paralyse les jambes durant les 15 dernières années de sa vie,,,,,. Ayant perdu la possibilité de se déplacer sans chaise, Koustodiev n'en a pas moins conservé le pouvoir de peindre des toiles lumineuses et richement colorées en grande partie parce que lui restait en mémoire tout un monde merveilleux de souvenirs. C'est, qu'en lui, ces sujets et ces personnages déjà disparus, d'un monde qui n'existait plus n'avaient rien perdu de leurs détails piquants . C'est la révolution d'Octobre et l'arrivée aux pouvoirs des bolcheviks qui a détruit ce monde ; avec eux est arrivé le temps de la faim et de la peur, dont Koustodiev parle dans sa lettre à l'acteur de théâtre Vassili Loujski: « Nous vivons et cela ne fait rien, mais nous avons froid et faim, et l'on ne parle autour de nous que de nourriture et de pain […] Je reste à la maison évidemment et je travaille, je travaille, voilà toutes les nouvelles de chez nous »,. Dans le besoin Koustodiev doit vendre ses effets personnels. Comme il manque de travail il est obligé de s'occuper de la décoration des rues de Petrograd pour l'anniversaire de la révolution et sa femme doit s'occuper de tout le ménage et de couper le bois ,.
|  |  |

L'été 1918, Koustodiev commence à exécuter une toile à laquelle il pensait depuis longtemps. Elle est associée au tableau d'une collection particulière, Le Thé , de 1913 qui représente des marchands dans une cour intérieure où l'on reconnaît un père de famille recevant le sénateur-conseiller Nikolaï Tagantsev,,. Mais en 1915, l'artiste décide de placer au centre de son tableau une femme aussi imposante que celle de son tableau de nu intitulé Beauté (Galerie Tretiakov), aussi monumentale(Musée russe) ,,. Il est intéressant de remarquer que les goûts de Koustodiev en peinture ne sont pas les mêmes que ses goûts dans la vie. Les modèles viennent de milieux de l'intelligentsia et sont des femmes de forte corpulence. Koustodiev lui-même, n'est pas vraiment attiré personnellement par des femmes de cette stature. Sa propre épouse Ioulia Koustodieva n'a pas des formes aussi généreuses et est d'apparence fragile et discrète. Il note lui-même à ce propos que « les femmes minces n'inspirent pas la créativité artistique »,,. Alors qu'il commence à esquisser l'arrière-plan de son tableau, Koustodiev partage ses réflexions avec sa femme à propos des motifs de nature et floraux et lui demande ce qu'elle imagine comme modèle . Ensemble, ce modèle, ils la trouvent assez rapidement, du fait qu'elle vit dans le même immeuble qu'eux. Il se fait que c'est une baronne, du nom de Galine Aderkas, de la famille noble des Aderkas d'Astrakhan, qui à cette époque étudie en faculté de médecine à l'université d'Astrakhan ,. Elle a entendu parler de son voisin artiste, et elle accepte volontiers de poser pour le tableau et en est même très fière,. Bien que Koustodiev travaille dans une chaise roulante, il peint rapidement une esquisse en quelques jours, puis il s'occupe immédiatement d'une autre toile, tant son esprit, malgré son handicap, est plein d'idées ,. Quelques années plus tard, en 1923, Koustodiev peint un portrait similaire avec sa composition intitulée La marchande buvant son thé qui se trouve au Musée d'État des beaux arts de Nijni Novgorod,.

## Composition
Les dimensions du tableau sont de 120 × 120 centimètres. Il est réalisé à l'huile, sur toile . À droite, il est signé suivant l'ancienne orthographe russe : «Б. Кустодиевъ/1918».

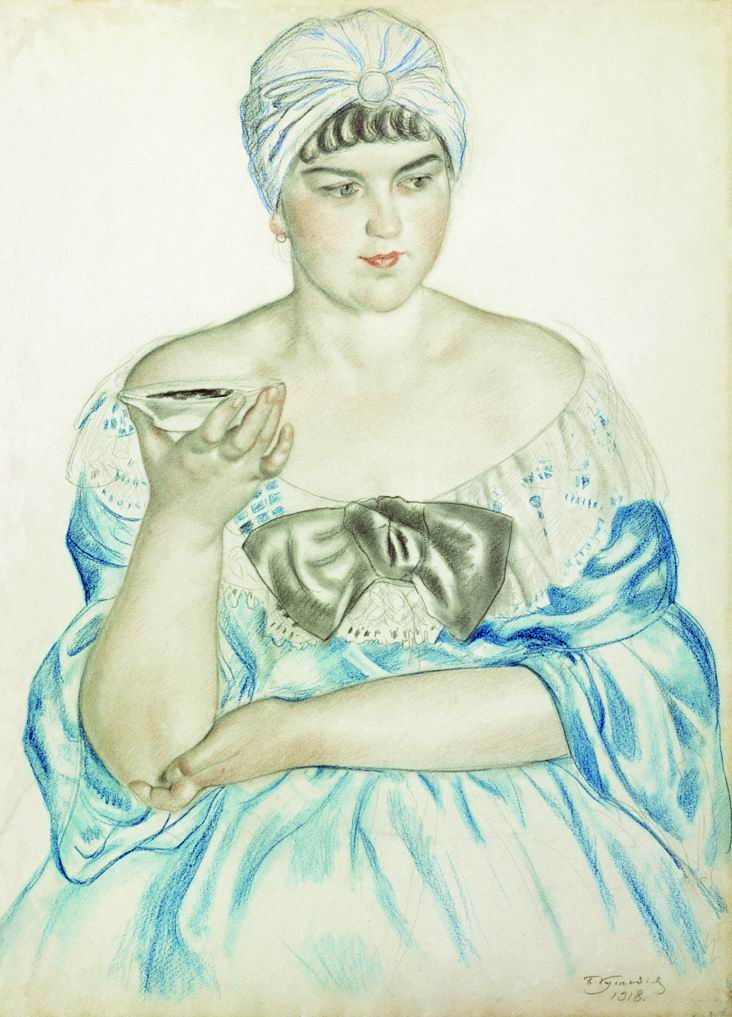
Femme buvant son thé. Croquis avec Galina Aderkas-1918- Musée Russe

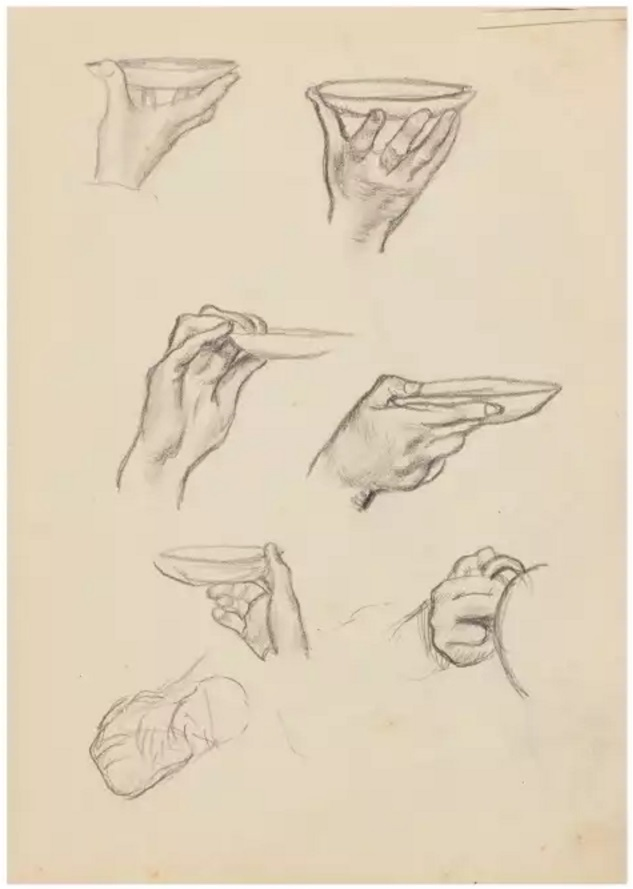
Croquis des mains et des soucoupes

Opulente, replète, rassasiée, la peau claire, les joues roses, les yeux bleus, les cheveux châtains, la jeune femme est satisfaite et sereine. Elle est installée confortablement derrière une table, au balcon d'une maison en bois, dans son petit paradis. Elle soutient de sa main gauche le coude de son bras droit dont la main tient une soucoupe en porcelaine. Elle boit son thé comme il se doit, en levant coquettement un petit doigt dodu.,,,,,. Cette manière de boire le thé est apparue en France au XVIIe siècle, elle répondait à l'origine à des exigences purement pratiques, puisqu'il s'agissait de refroidir une boisson chaude en la versant de la tasse vers la soucoupe afin de la boire rapidement. Cet usage se répandit néanmoins au sein des élites françaises et il fut exporté en Russie par l'intermédiaire des précepteurs et des gouvernantes français, qui enseignaient les bonnes manières chez les élites russes au XIXe siècle. Le visage de la marchande est parfait dans son genre et incarne bien l'idéal populaire : des lèvres écarlates, un nez droit, des sourcils noirs, des yeux bleu-ciel,,. Ce visage est encore tout rose et frais après la sieste, tandis que son large décolleté découvre de belles épaules arrondies, blanches, de marbre, mises en valeur par les plis de sa robe violet-foncé, de velours striés de noir.,,,,. Sa peau satinée est plus claire que la couleur du ciel. ,. Contre l'épaule de sa maîtresse, le chat repu se frotte, cherche les caresses, ronronne, soulève l'échine et courbe la queue. C'est le compagnon toujours soigné et content, indispensable dans la maison d'un marchand, ,,,,. Il faut noter que Koustodiev a ironiquement doté les traits du museau du chat des traits du visage de sa maîtresse. Celle-ci semble plus âgée que le modèle lui-même sur ses esquisses. Elle est plus imposante aussi. Le modèle est plus joli, a des formes généreuses mais plus petites que celles du tableau ,,,. Mais Koustodiev a repris, malgré tout, dans son tableau, d'autres caractéristiques déjà présentes dans son esquisse.
Devant la marchande, sous forme de luxueuse nature morte s'étale un repas qui se distingue au point de vue pictural par son caractère suggestif et la beauté et la variété des couleurs,,. Sur le côté de la table s'élève un majestueux samovar en forme de vase, brillant sur ses flancs de cuivre. Au sommet de celui-ci, une théière, décorée de portraits, et tout autour, sur la table, une vaisselle de choix, en argent et en porcelaine : sucrier, pot au lait, confiturier, tasse et soucoupe. Il faut remarquer que toutes ces pièces proviennent de services différents mais de belle réalisation russe, ce qui permet de ne pas priver le spectateur de l'agrément produit par cette diversité. Tout autour de la table, sont rassemblés des produits appétissants tels que scones et muffins aux raisins secs dans un panier d'osier, des bretzels, des biscuits, des cakes, toutes sortes de fruits : une grappe de raisins, des pommes, une pastèque à la chair rouge coupée en tranche et aux pépins noirs, dont le ton contraste avec la chair rose du corps de la marchande. À côté du samovar, un coffret en bois peint, recouvert de broderies, que l'on utilisera qu'après le thé. Tout cela est soigneusement dessiné par l'artiste, ce n'est pas une illusion mais c'est parfaitement réel et palpable, et en même temps délibérément simpliste par le style, comme si c'était l'étal d'un boutiquier,,,,,,,,.

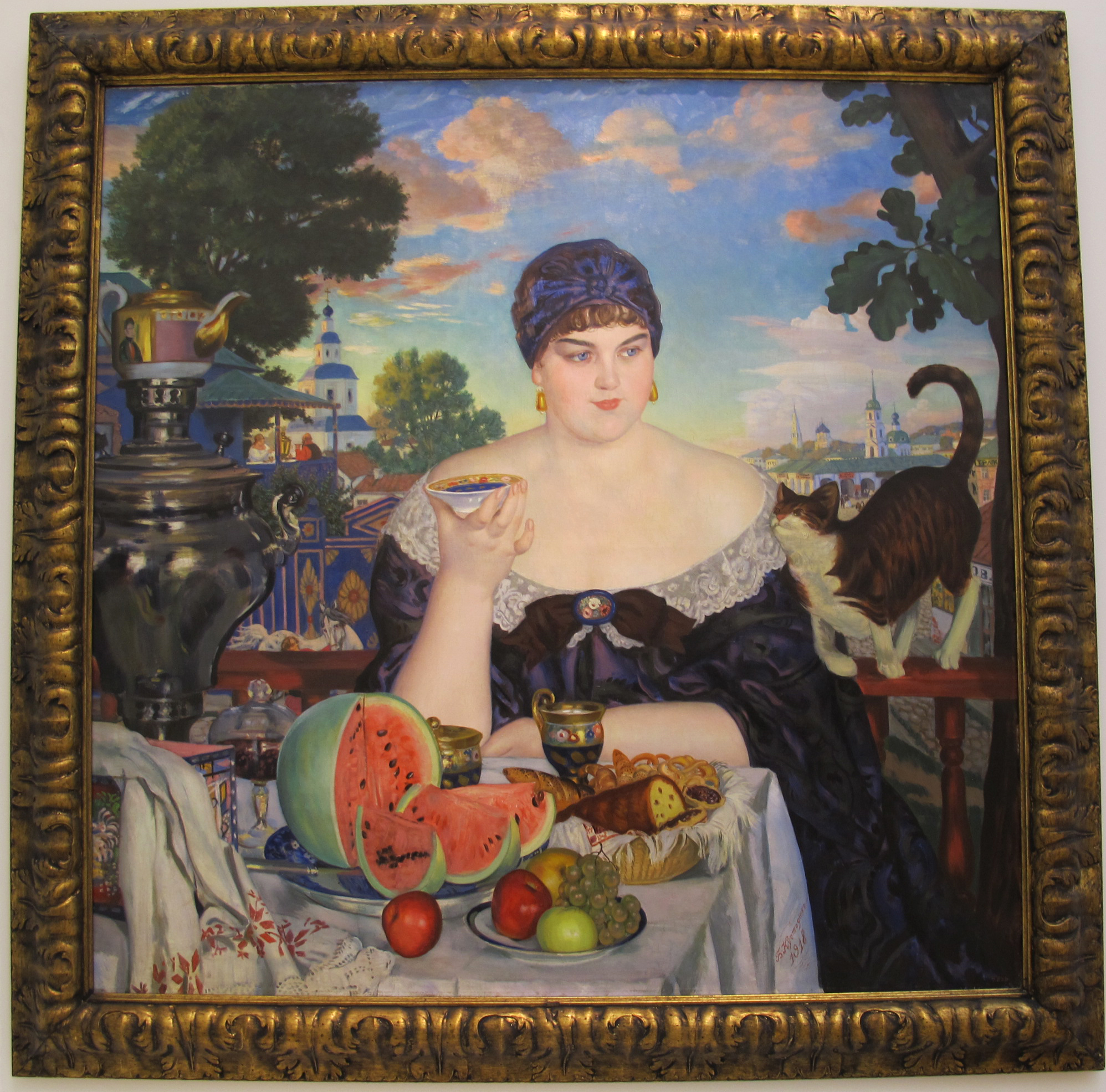
Tableau au Musée russe

La marchande est installée sur sa terrasse donnant sur une colline sur fond de ciel bleu dans lequel passent des nuages roses. Le jour ensoleillé touche à sa fin et la soirée débute. À l'arrière plan, derrière elle on aperçoit un paysage de zones vertes au milieu desquelles se détachent les toits de maisons et les coupoles d'églises proches ou lointaines. Sur la droite, en contrebas, une rue déserte pavée et des arcades de magasins avec leurs affiches. À gauche sur un autre balcon une famille de marchand, un homme et une femme prennent également le thé devant un samovar. Le marchand semble personnifier un type d'homme caractéristique de cette petite ville de province. Quant au paysage, il se distingue par la tranquillité, la sérénité de la vie quotidienne comme si c'était une scène d'une pièce d'Alexandre Ostrovski,,,,,,,,,. Il est également possible que cette image de province traditionnelle ait été inspirée à Koustodiev par ses souvenirs d'enfance à Astrakhan où il a grandi ,. Même si l'époque et le lieu de la scène du tableau ne peut être précisé de manière historique on peut estimer en voyant les vêtements des personnages qu'il s'agit des années 1840 ou 1850 à Moscou ou à Kalouga, Nijni Novgorod, Saratov, Rostov ou Iaroslavl, ou pourquoi pas n'importe quelle ville russe ou l'on trouve des marchands .
La nature morte détaillée et la figure de la marchande opulente occupent la plus grande partie de cette toile carrée et fusionnent, en une structure composite de forme pyramidale, dont l'harmonie et la plénitude sont remarquables. En l'absence de transition progressive entre l'avant-plan et les espaces lointains du fond du tableau, c'est vers la femme que se porte toute l'attention du spectateur et, avec elle, vers l'ancienne Russie et le mode de vie qu'elle représente avec sa tasse de thé. Les autres détails environnants, c'est-à-dire le chat, la terrasse voisine, le panorama de la ville lointaine, la pastèque découpée attirent l'attention du spectateur comme des récits complémentaires, dont chaque détail est chargé de sens. Lorsqu'il a créé sont tableau, Koustodiev a étudié les différentes formes d'art populaire tel le loubok en les réinterprétant de manière créative et en se créant un style bien à lui.
Du fait de son infirmité, Koustodiev ne quittait pratiquement pas sa maison de Petrograd, il crée dès lors sa toile de mémoire en recourant aux combinaisons de couleurs les plus insolites, mais sans se priver des effets persuasifs et d'authenticité que lui donne sa connaissance approfondie de la nature. Koustodiev n'utilise que quelques couleurs, qui sont toutes rassemblées dans la broche, sur le bord du décolleté de la marchande, comme sur une palette : le violet, le bleu, le vert, le jaune, le rouge. Leur intensité est obtenue par la technique que Koustodiev possède parfaitement, qui est celle du glacis, associée à une texture qui rappelle l'émail ou la laque,,,,,.
La marchande se délecte de son thé dans une atmosphère hédoniste, sa vie réelle restant secrète et, on suppose, plutôt érotique et sensuelle derrière son sourire à la Mona Lisa,. On peut dire que la femme du marchand prenant le thé est comme un poème à la beauté russe, un monument souvenir à la vieille Russie, une sorte d'apothéose de souvenirs de savoureuses beautés terrestres. Rêvant à la beauté radieuse, alors que l'année 1918 n'est pour la plupart que sang répandu, froid et famine, Koustodiev n'a pas effacé l'ironie douce et le sourire de son sujet, dont la littérature russe était remplie depuis Gogol jusqu'à Leskov et qui est resté caractéristique chez de nombreux peintres pré-révolutionnaires. Alors que la plupart des gens ne pouvaient imaginer comment parvenir à obtenir une ration de pain, il y avait, à la même époque, des marchands dans une telle oisiveté,,,,,.

## Destin
Cette toile Femme du marchand prenant le thé peut être considérée comme l'une des plus grandes réalisations de Koustodiev de la période pré-révolutionnaire,. Au printemps 1919, au Palais d'Hiver, se déroule la première exposition nationale d'art à Leningrad avec la participation de plus de 300 artistes, parmi lesquels Koustodiev. Il y expose onze tableaux, dont Femme de marchand prenant le thé, qui est placé au centre d'un mur entièrement réservé à l'artiste ,,,. Constantin Somov, de même que d'autres visiteurs de l'exposition
considèrent que cette exposition dans son ensemble n'était pas du tout intéressante, si l'on excepte la toile de Koustodiev : Femme de marchand prenant le thé . Au printemps 1920, dans l'appartement trois chambres de Fiodor Notgaft, se tient à Peterbourg la première et unique exposition personnelle de Koustodiev durant laquelle il présenta environ 170 œuvres réalisées principalement entre 1915 et 1920 dont Femme de marchand prenant le thé. L'organisateur de l'exposition était Fiodor Notgaft, qui était en 1919-1921, secrétaire du département artistique de la Maison des Arts.,,.

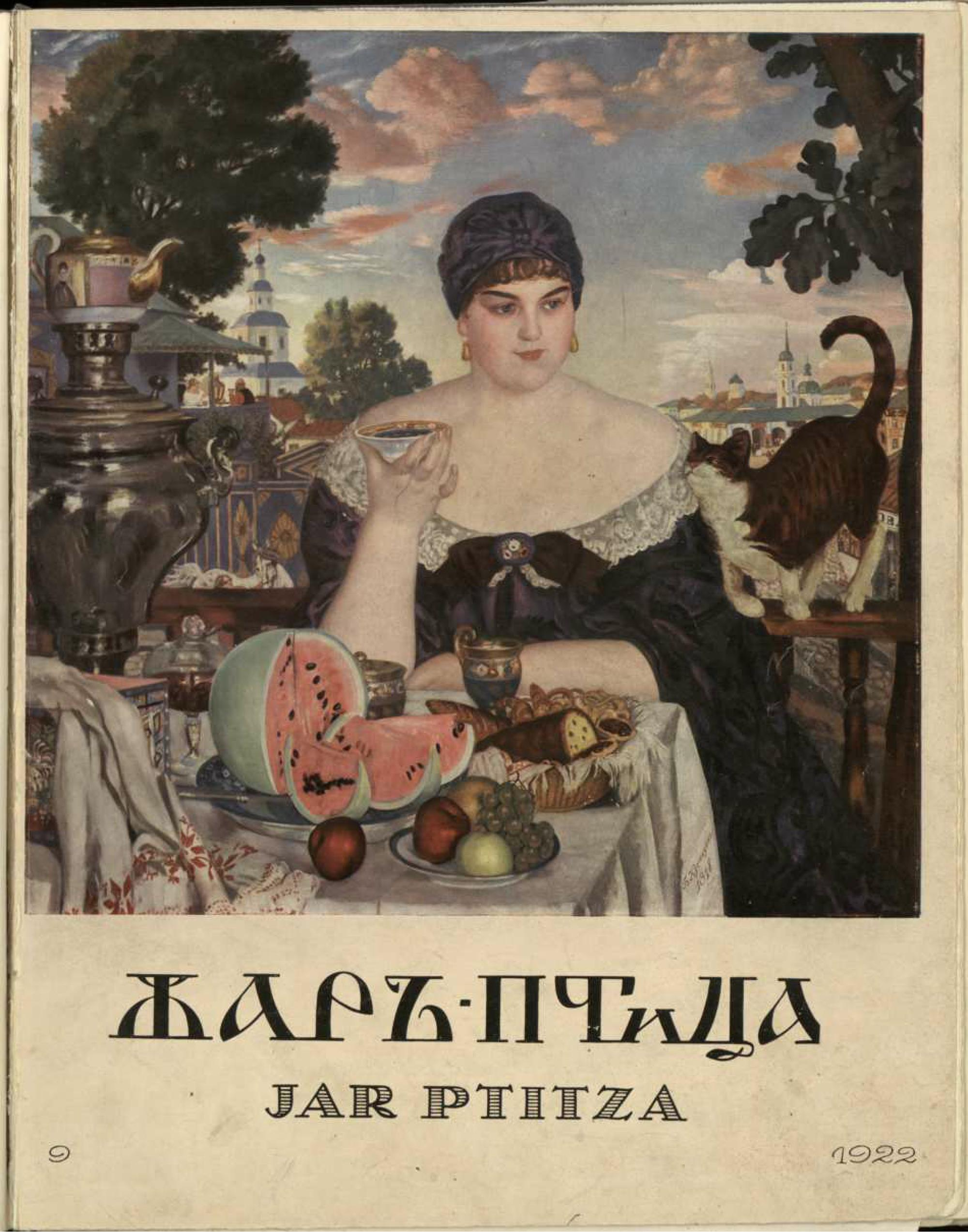
Couverture de la revue Jar ptitza, № 9 en 1922

En 1922, dans la nouvelle galerie Van Dimen, sur la Unter den Linden, près de l' Ambassade de Russie en Allemagne, au centre de Berlin, a eu lieu la première exposition d'art russe en 1922. Le vernissage se déroule le 15 octobre, et près de 180 artistes participent et exposent plus de mille tableaux parmi lesquels Femme de marchand prenant le thé ainsi que Beauté réalisé en 1919 ,. L'exposition est largement couverte par la presse soviétique et dans les publications d'émigrés russes en Allemagne . Dans la revue Krasnaïa niva un article signé de la lettre M. (derrière lequel se cache en fait Vladimir Maïakovski) , est accompagné de Femme de marchand prenant le thé mais sous le titre La femme au samovar pour des raisons idéologiques et tel qu'il était renseigné dans le catalogue,,. Dans la revue des émigrants Jar-Ptitza le journaliste remarque l'absence de toiles d'artistes de Mir iskousstva mais constate la présence d'une « tache de lumière qui brûle au milieu de l'exposition » : c'est la Marchande au samovar due au seul Kustodiev et à la puissance de sa palette. Alors que l'exposition n'est pas terminée, le peintre et critique d'art Georges Loukomski écrit avec enthousiasme dans la revue des émigrés Nakanoune, que Koustodiev , « avec son tableau Marchande prenant le thé est un Titien russe ! Sa peinture est devenue plus réfléchie, plus rigoureuse. C'est un artiste immense ! On peut le comparer à Alexeï Venetsianov […]». Après l'exposition il donne encore la meilleure critique au tableau de Koustodiev. Mikhaïl Nesterov a également salué le tableau de Koustodiev avec enthousiasme ,,. En juin 1924, Koustodiev a présenté son tableau à la XIVe
exposition de Venise avec d'autres travaux dont Le Bolchevik,. En 1925, le tableau Femme de marchand prenant le thé est placé par le Commissariat du Peuple à l'éducation au Musée Russe de Saint-Pétersbourg, où il se trouve encore aujourd'hui dans la salle 71 du corpus Benois.